# Kołasawa (rejon kormański)
Kołasawa (biał. Коласава; ros. Колосово, Kołosowo) – osiedle na Białorusi, w obwodzie homelskim, w rejonie kormańskim, w sielsowiecie Barawaja Buda.